# Kruisverheffing
De Heilige  Kruisverheffing is een feest in de liturgie van de Rooms-Katholieke Kerk en de Orthodoxe Kerk. De liturgische kleur op dit feest is rood. De datum valt bij de katholieke en een deel van de orthodoxe kerken op 14 september en een ander deel van de orthodoxen viert het in lijn met de juliaanse kalender op 27 september.
Men dient een onderscheid te maken tussen de overgeleverde Kruisvinding door Helena rond 325 en de overgeleverde Kruisverheffing door Herakleios rond 628.  De Kruisvinding werd eeuwenlang op 3 mei gevierd. Later zijn de twee feesten samengevoegd op 14 september, de oorspronkelijke feestdag van de Kruisverheffing. De begripsverwarring is begrijpelijk maar het is belangrijk dat er twee verschillende gebeurtenissen rondom het Heilig Kruis op 14 september worden gevierd.
Het Heilig Kruis werd - naar overgeleverde verhalen - gevonden door Sint-Helena, de moeder van Constantijn de Grote. Omstreeks 324 maakte zij een pelgrimstocht naar Jeruzalem en liet opgravingen doen. Daarbij zou, behalve de kruisvinding, ook de grafkelder ontdekt zijn. Hierover werd voor het eerst  bericht in 325 door Eusebius van Caesarea. Uit de 4e eeuw stammen ook de verslagen van bisschop Cyrillus van Jeruzalem, Ambrosius van Milaan, Socrates Scholasticus en Theodoretus van Cyrrhus. Uit het jaar 383 is er een verslag van de religieuze Egeria bewaard, die een bedevaart naar Jeruzalem maakte.
De oorsprong van het jaarlijks feest van de Kruisverheffing gaat terug tot de kerkwijding van de basiliek van het Heilig Graf in Jeruzalem op 13 september 335. Deze kerk werd gebouwd in opdracht van Helena, op de plaats waar - volgens de overlevering - het lichaam van Christus tussen kruisdood en verrijzenis was te rusten gelegd meer bepaald op de plaats van de gevonden grafkelder, achter Golgotha.
Tijdens het jaarlijkse kerkwijdingsfeest werd het kruis  - waaraan volgens de traditie Jezus geleden had - aan het volk getoond.
Het kruis werd door Helena gedeeld; een deel bleef in Jeruzalem en twee andere delen schonk zij aan Constantinopel en Rome. Vooral vanaf de kruistochten ontstond een onstuitbare verspreiding van kruis-relieken en aansluitend werd het feest van de Kruisverheffing gevierd op de plaatsen waar de relieken terechtkwamen.
De Regel van Benedictus (41, 6-8) laat naar oude kerkgebruiken bij het feest van de Kruisverheffing de kleine vasten beginnen, die in de grote vasten (de veertigdagentijd voor Pasen) uitloopt. Bijgevolg is dit feest in de benedictijnse traditie van bijzonder belang en hebben kloosterordes uit deze traditie zoals de cisterciënzers en trappisten een rol gespeeld in de verspreiding van het feest in Europa. Het tonen van het kruis als teken van verlossing door Christus, verspreidde zich zo over de hele Kerk.
Rechtstreeks aansluitend op het feest van de Kruisverheffing is de gedachtenis van Onze-Lieve-Vrouw van Smarten, gewijd aan het verdriet en lijden van Maria. Deze gedachtenis is steeds op 15 september.
Wanneer het feest van de Kruisverheffing samenvalt met een zondag heeft dit feest altijd voorrang op de zondagsliturgie.

## Viering in de oosters-orthodoxe kerken
Het feest van de Kruisverheffing is een van twaalf grote feesten binnen de oosterse orthodoxie.
Het wordt echter niet in alle kerken op dezelfde dag gevierd. De zogenaamde "oosters-orthodoxe kerken - nieuwe stijl" (die de neojuliaanse kalender volgen) vieren het feest zoals de rooms-katholieken op 14 september, de "oosters-orthodoxe kerken - oude stijl" (die de juliaanse kalender volgen) 13 dagen later namelijk op 27 september. Dit laatste is het geval voor de Kerken van Jeruzalem, Rusland en Servië. Zie ook gregoriaanse kalender / juliaanse kalender.
De dag van het feest zelf is een vastendag. Er is een na-feest op de tweede en derde dag (respectievelijk 15 en 16 september of  28 en 29 september)

## Rooms-katholieke parochies Heilige Kruisverheffing

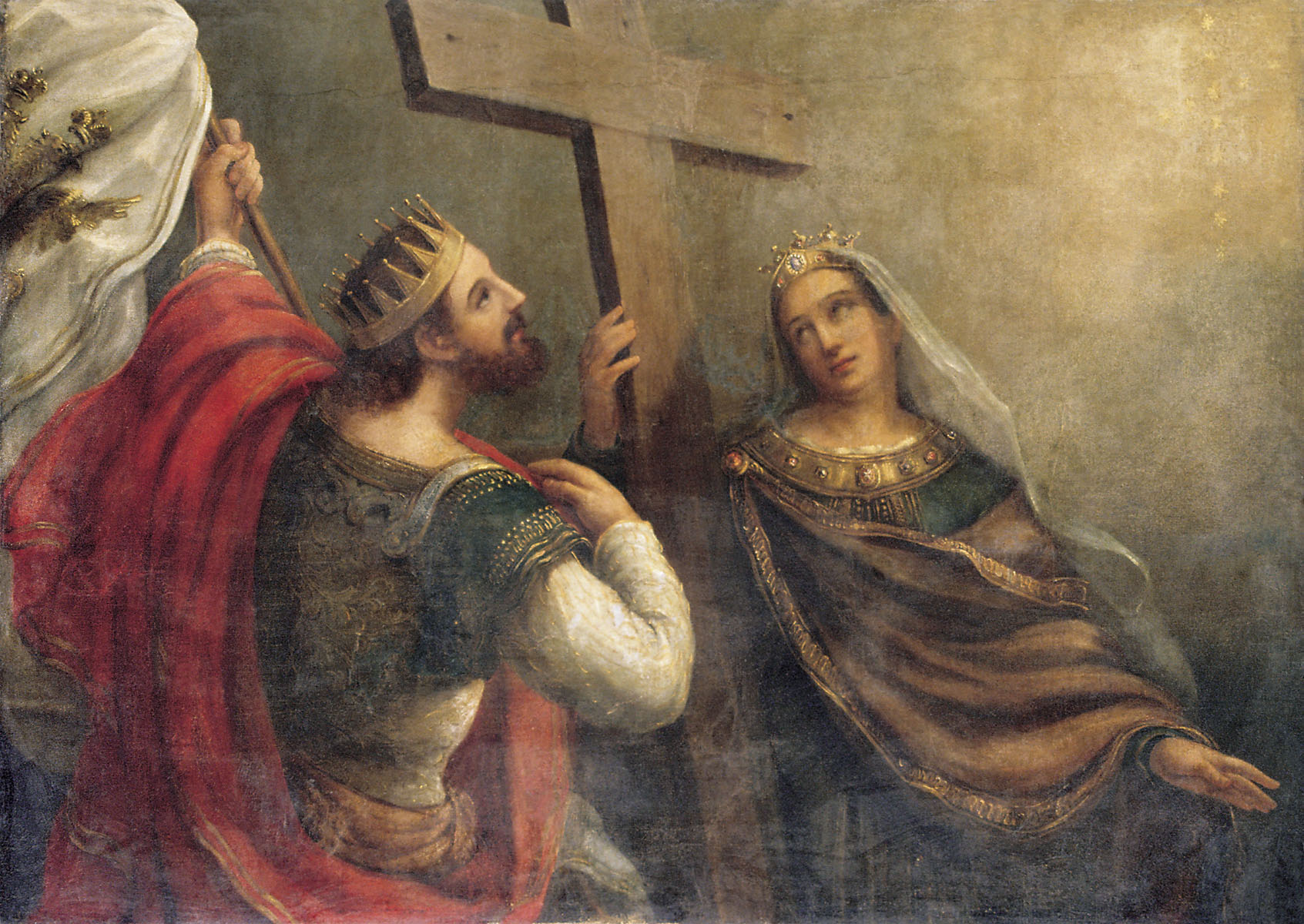
Keizerin Helena en keizer Constantijn met het H. Kruis (schilderij van Vasiliy Sazonov)

In België en Nederland is het aantal parochies, gewijd aan de H. Kruisverheffing, niet erg talrijk. Volgende plaatsen hebben (of hadden) een Kruisverheffingsparochie:
- België: Beveren (Roeselare), Sint-Kruis (Brugge), Heusden (Oost-Vlaanderen), Jesseren, Lampernisse, Lotenhulle, Lebbeke, Letterhoutem en Wenduine; Runkst (Hasselt) Parochie H. Kruis.
- Nederland: Beesd, Cadier en Keer, Raalte (basiliek), Rotterdam (1995 samengevoegd met parochie Emmausgangers) en  Zoeterwoude (1967 samengevoegd met parochie Sint-Jan's Onthoofding).